# Публій Гельвій Пертінакс Молодший
Публій Гельвій Пертінакс Молодший (*Publius Helvius Pertinax, 180 —212) — політичний діяч часів Римської імперії.

## Життєпис
Походив з роду Гельвіїв. Син Публія Гельвія Пертінакса, військовика часів імператора Марка Аврелія, та Флавії Тіціани. У 193 році його батько стає імператором (після вбивства Коммода). Тоді ж римський сенат надав Пертінаксу Молодшому титул цезаря (згідно іншої версії, сенат мав намір присвоїти йому титул цезаря, проте батько відхилив цю пропозицію), а в Олександрії Єгипетській стали карбувати монети з його зображенням.
Після загибеля батька 28 березня 193 року Пертінакс Молодший зберіг життя. Імператор Септимій Север надав йому посаду фламіна батьківського культа.
У 212 році за володарювання імператора Каракалли призначається консулом-суффектом. Проте незабаром Пертінакса Молодшого було страчено за підозрою у прихильності до брата Каракалли — Ґети.